# Chiến khu Tây Bộ Quân Giải phóng Nhân dân Trung Quốc
Chiến khu Tây bộ là đơn vị cấp Bộ Tư lệnh tác chiến Vùng (tương đương cấp Bộ) trực thuộc Quân ủy Trung ương Trung Quốc có nhiệm vụ triển khai chỉ huy tác chiến liên hợp phía Tây của Trung Quốc. Phạm vi quản lý của Chiến khu Tây bộ gồm Tân Cương, Tây Tạng, Tứ Xuyên, Trùng Khánh, Thanh Hải, Cam Túc, Ninh Hạ. Bộ Tư lệnh đặt tại Thành Đô.

## Lịch sử
Ngày 11 tháng 1 năm 2016, tổ chức của Quân Giải phóng Nhân dân Trung Quốc được cải tổ lại. Trong đó, xóa bỏ 7 Đại Quân khu và thành lập mới 5 Chiến khu (Trung ương, Bắc bộ, Nam bộ, Tây bộ, Đông bộ).

## Chức năng nhiệm vụ
Chiến khu Tây bộ có nhiệm vụ  triển khai chỉ huy tác chiến liên hợp phía Tây của Trung Quốc. Chiến khu Tây bộ chỉ chịu trách nhiệm chỉ huy tác chiến chứ không phải vừa quản lý xây dựng vừa chỉ huy tác chiến như các Đại Quân khu cũ trước đây.

## Lãnh đạo hiện nay
- Tư lệnhː Vương Hải Giang, Ủy viên Ủy ban Trung ương Đảng Cộng sản Trung Quốc khóa XIX
- Chính ủyː Lý Phượng Bưu, Ủy viên Ủy ban Trung ương Đảng Cộng sản Trung Quốc khóa XIX

## Tổ chức

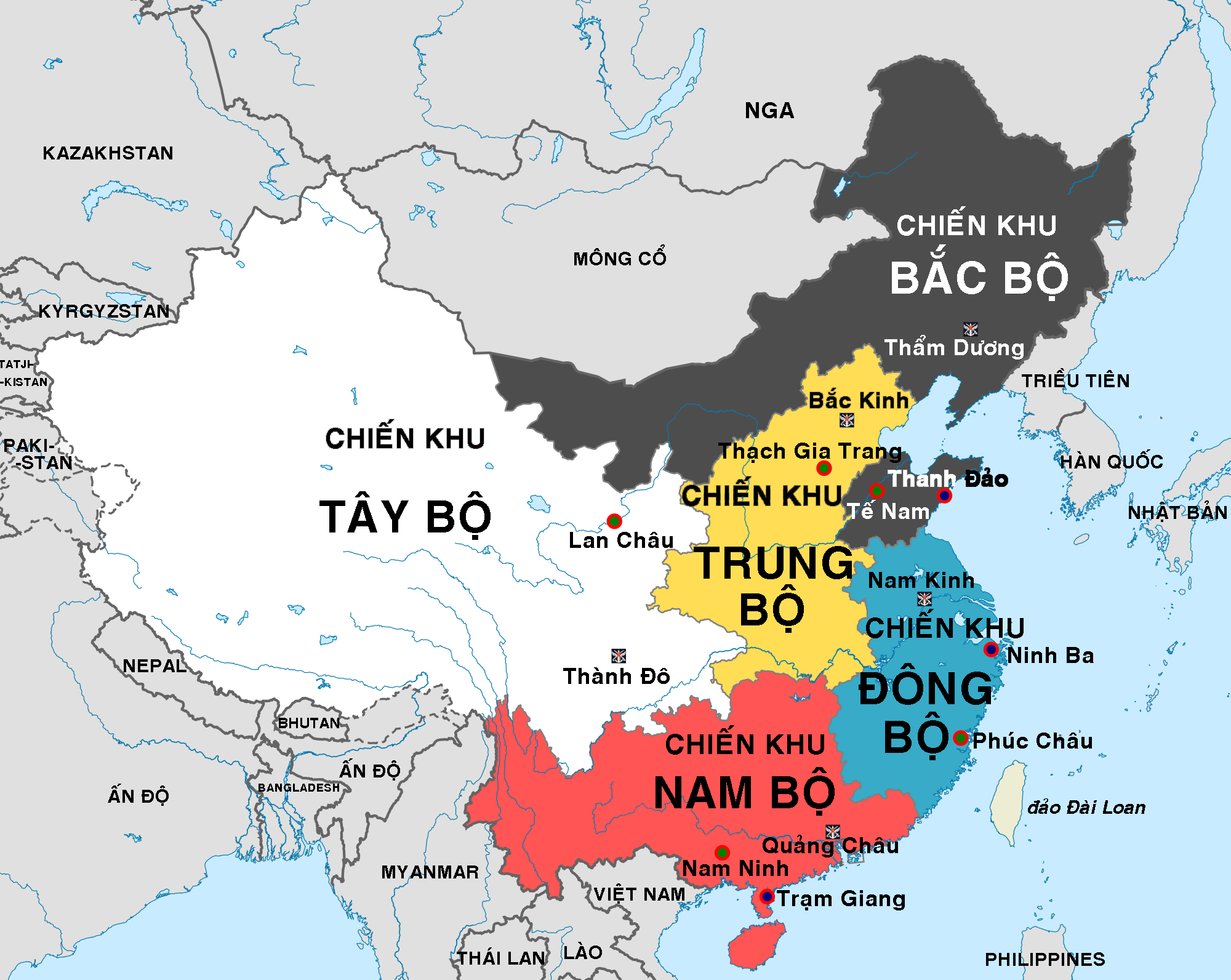
Địa bàn 5 Chiến khu của Quân đội Trung Quốc sau năm 2016.

### Các cơ quan chức năng
- Bộ Tham mưu liên hợp
  - Tham mưu trưởng: Trung tướng Nhung Quý Khanh
- Bộ Công tác Chính trị
- Ủy ban Kiểm tra Kỷ luật

### Các lực lượng trực thuộc
- Lục quân Chiến khu Tây bộ
- Không quân Chiến khu Tây bộ
  - Tư lệnh: Chiến Hậu Thuận
  - Chính ủy: Thư Thanh Hữu

## Tư lệnh qua các thời kỳ
1. Thượng tướng Triệu Tông Kỳ (1/2016-12/2020)
2. Thượng tướng Trương Húc Đông (12/2020-6/2021)
3. Thượng tướng Từ Khởi Linh (6/2021-8/2021)
4. Thượng tướng Vương Hải Giang (8/2021-nay)

## Chính ủy qua các thời kỳ
1. Thượng tướng Chu Phúc Hi (1/2016—1/2017)
2. Thượng tướng Ngô Xã Châu (1/2017—6/2021)
3. Thượng tướng Lý Phượng Bưu (6/2021-nay)